# Alf Noble
Alfred William Thomas Noble, detto Alf (Hackney, 18 settembre 1924 – Norwich, 24 dicembre 1999), è stato un calciatore inglese, di ruolo attaccante.

## Carriera

### Club
Dopo aver giocato a livello dilettantistico con il Leytonstone per quasi un decennio (vi aveva infatti esordito nel 1946, vincendo tra l'altro due FA Amateur Cup consecutive nelle sue prime due stagioni nel club, a cui nel corso degli anni aggiunge cinque titoli di campione della Isthmian League, che all'epoca era insieme alla Southern Football League la principale lega calcistica inglese al di fuori della Football League, in nove stagioni), nel 1955, all'età di 31 anni, va a giocare da professionista nella terza divisione inglese al Colchester Utd, con cui di fatto gioca un'unica partita ufficiale, ovvero la partita di campionato del 27 dicembre 1955 persa per 3-1 sul campo dell'Ipswich Town, per poi prima del termine della stagione 1955-1956 andare a chiudere la carriera ai dilettanti del Briggs Sports, con cui vince anche due London Senior Cup (le prime nella storia del club) nelle stagioni 1955-1956 e 1956-1957.

### Nazionale
Ha partecipato ai Giochi Olimpici del 1952, nei quali è sceso in campo nell'unica partita giocata nel torneo dalla nazionale britannica, ovvero la sconfitta per 5-3 contro il Lussemburgo nel primo turno.

## Palmarès

### Club

#### Competizioni nazionali
- FA Amateur Cup: 2

Leytonstone: 1946-1947, 1947-1948
- Isthmian League: 5

Leytonstone: 1946–1947, 1947–1948, 1949–1950, 1950–1951, 1951–1952

#### Competizioni regionali
- London Senior Cup: 3

Leytonstone: 1947-1948
Briggs Sports: 1956-1957
- Essex Senior Cup: 2

Leytonstone: 1947–1948, 1948–1949
- London Charity Cup: 1

Leytonstone: 1952-1953
- Essex Thamesside Senior Trophy: 4

Leytonstone: 1946–1947, 1948–1949, 1950–1951, 1952–1953
- Spartan League Cup: 1

Briggs Sports: 1956-1957